# Muminek (Suliszowice)
Muminek – skała we wsi Suliszowice w województwie śląskim, w powiecie myszkowskim, w gminie Żarki. Znajduje się na Wyżynie Częstochowskiej w obrębie Wyżyny Krakowsko-Częstochowskiej.
Muminek znajduje się w lesie po północno-wschodniej stronie zabudowanego obszaru Suliszowic, tuż przy linii wysokiego napięcia, pod którą wykonana jest szeroka przecinka. Skała znajduje się na obrzeżu lasu po zachodniej stronie tej linii, w odległości około 150 m na północ od niebieskiego szlaku turystycznego. Jest to zbudowana z wapieni skała o postaci krótkiego muru skalnego i pionowych lub przewieszonych ścianach. Pierwsze drogi wspinaczkowe poprowadzono na niej w 2020 r. W 2021 r. jest już 21 dróg o trudności od IV+ do VI.3+ w skali Kurtyki. Na większości zamontowano stałe punkty asekuracyjne: ringi (r) i stanowiska zjazdowe (st).

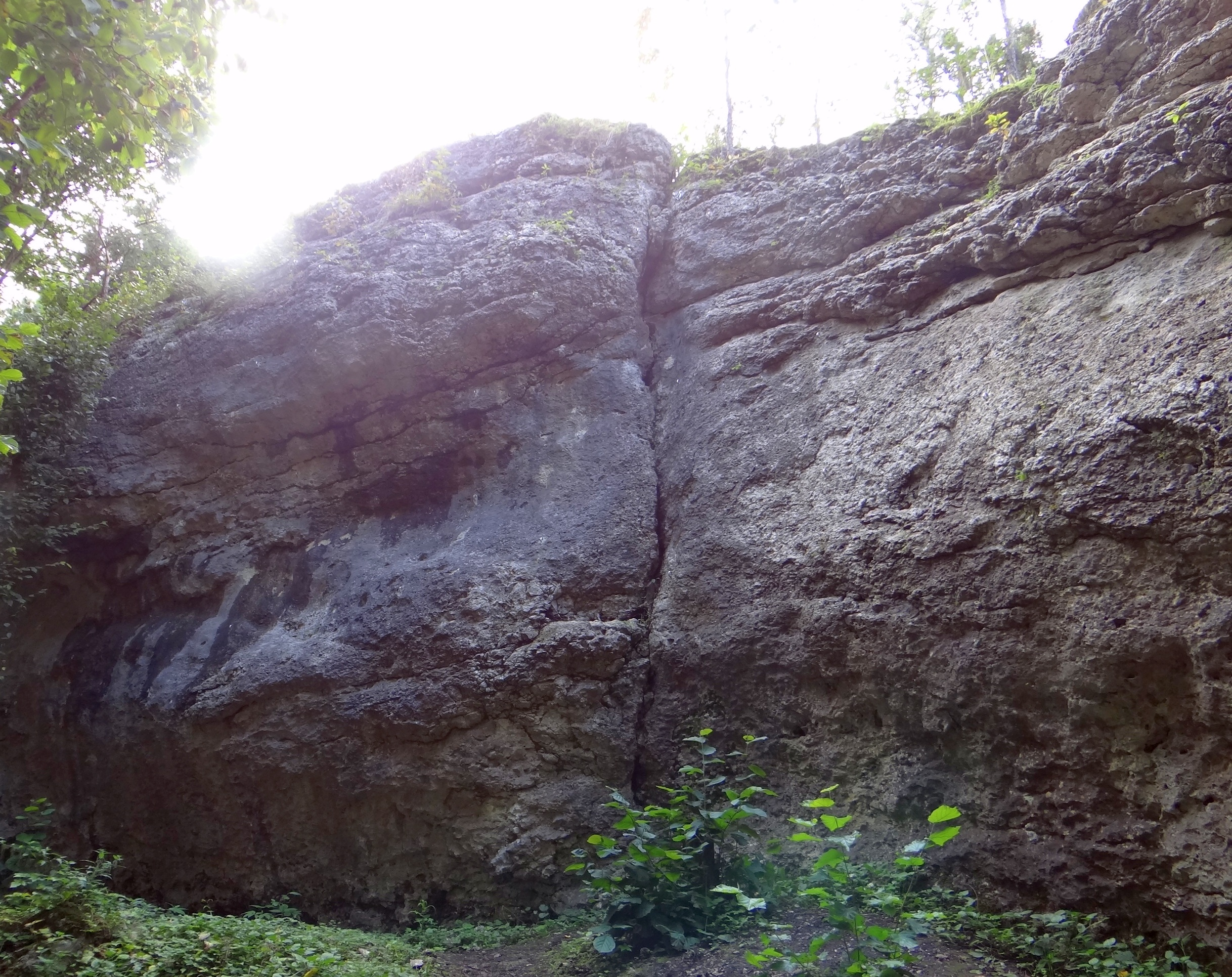
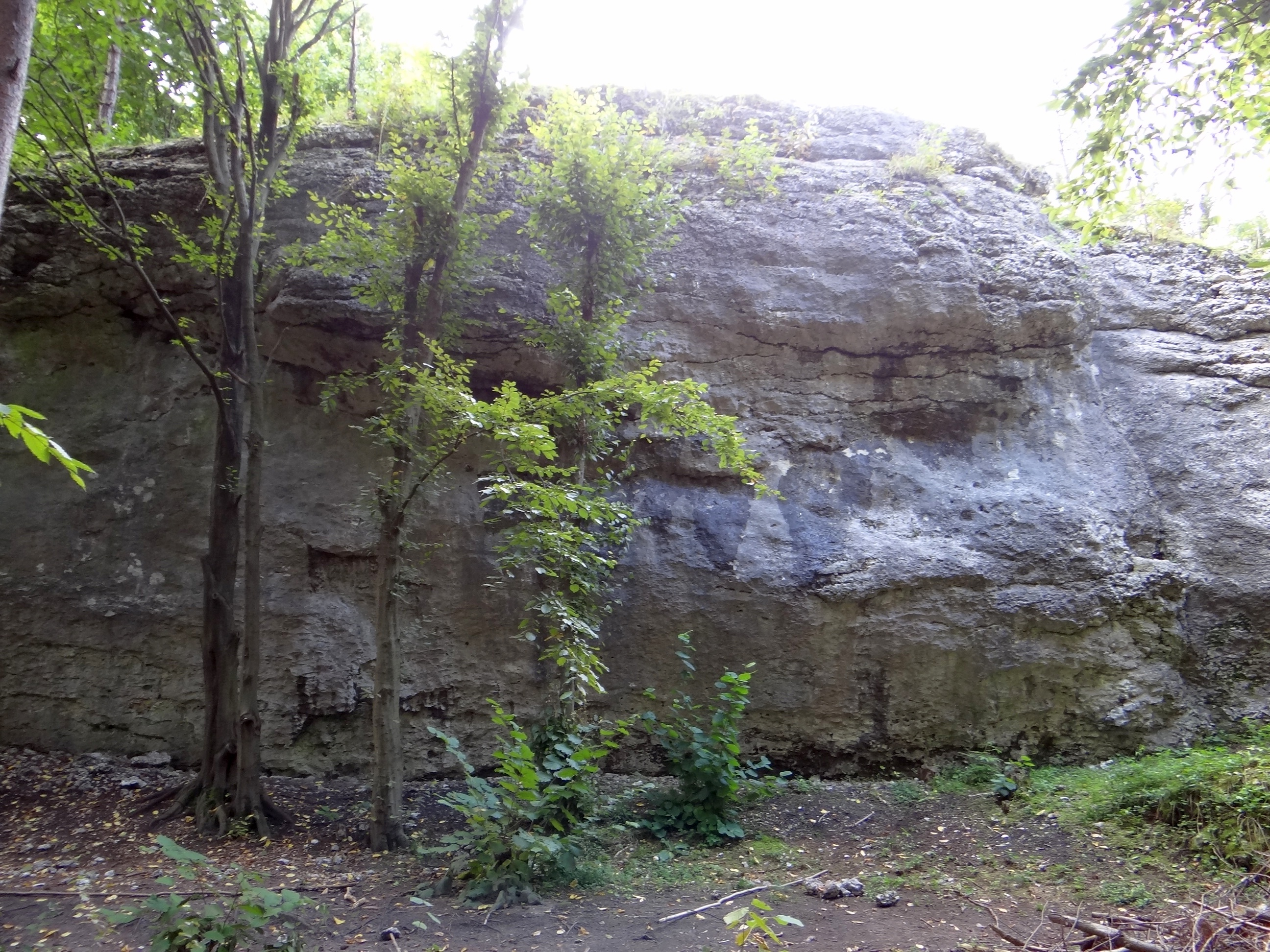
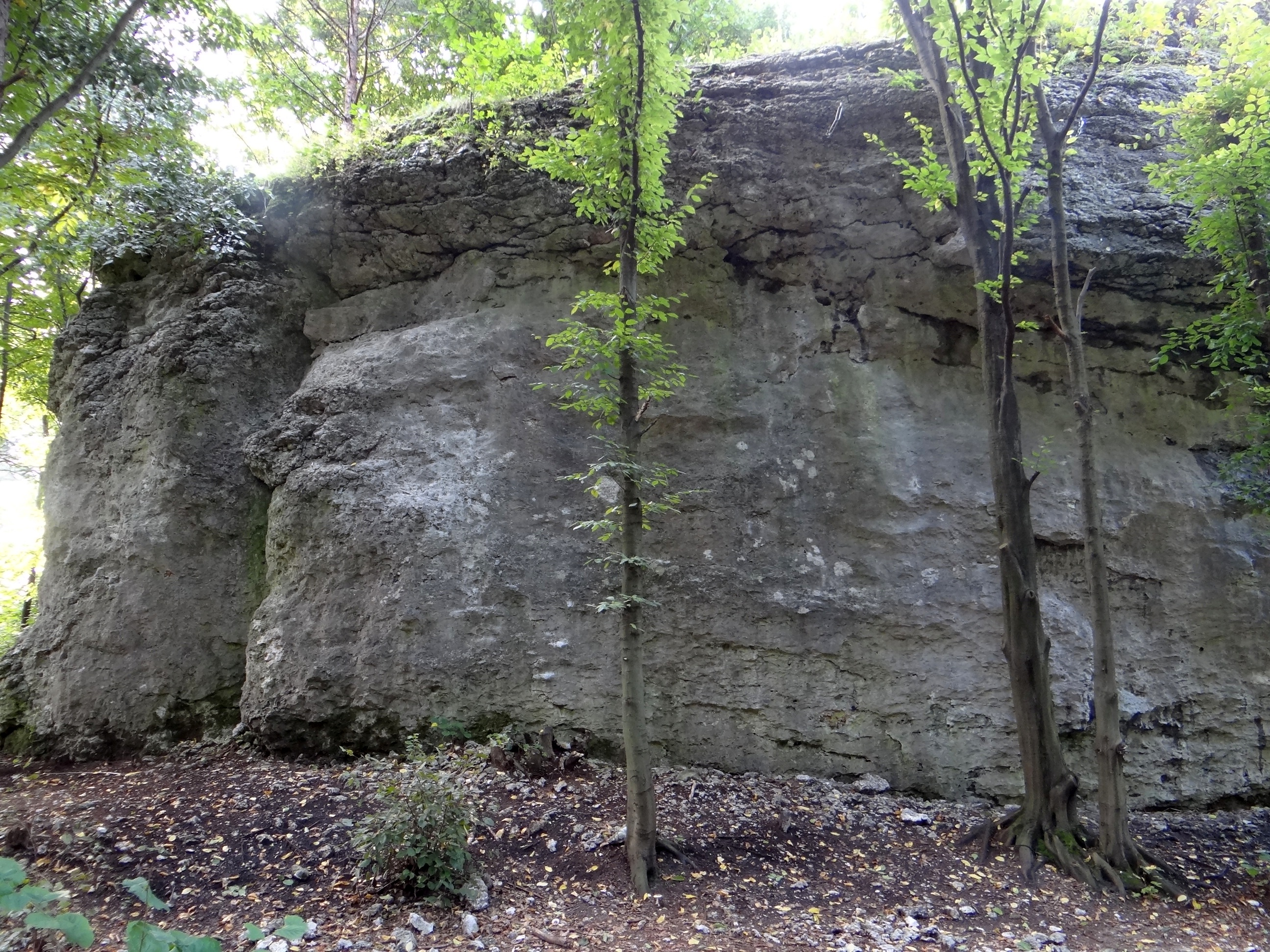
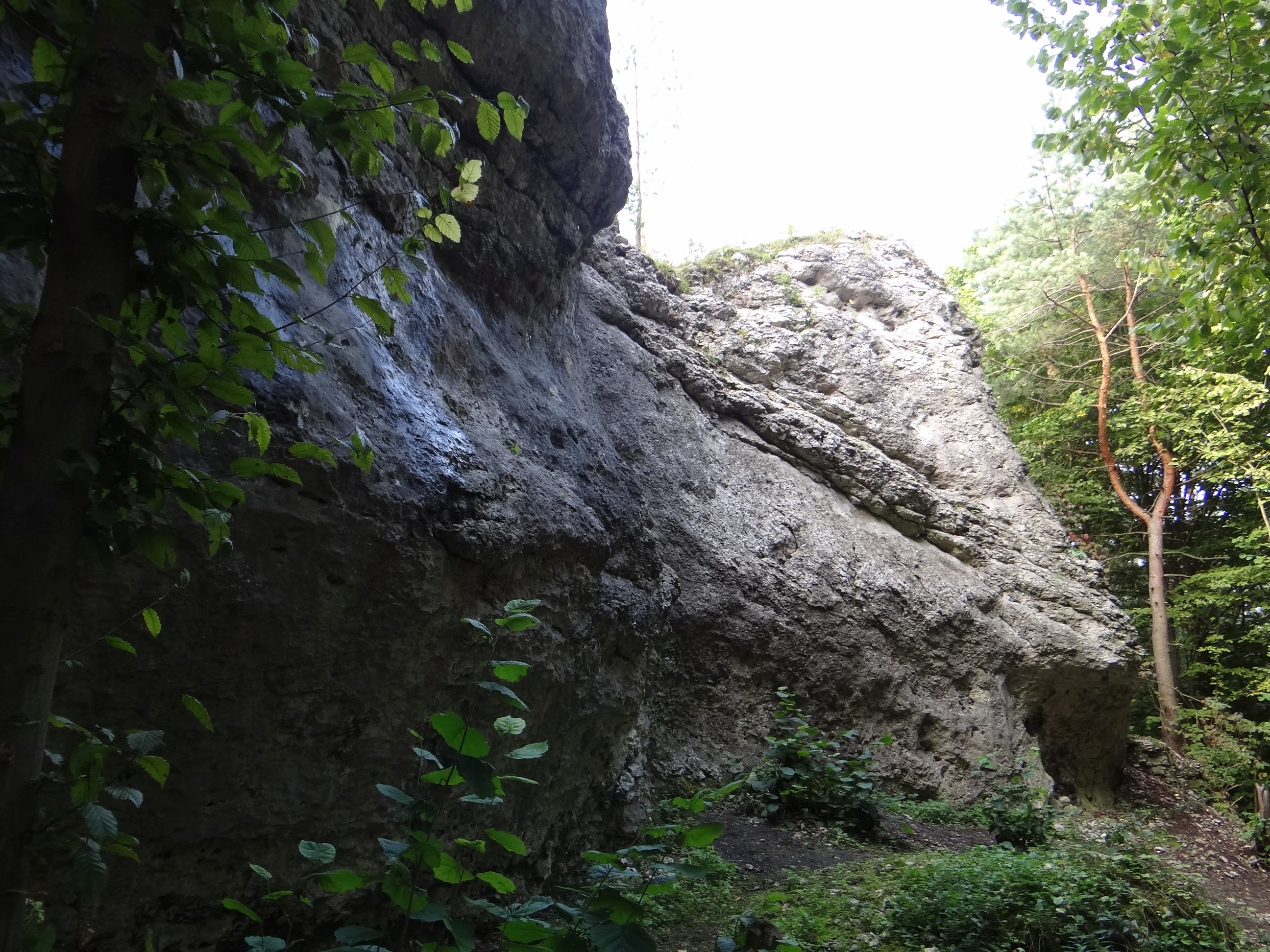
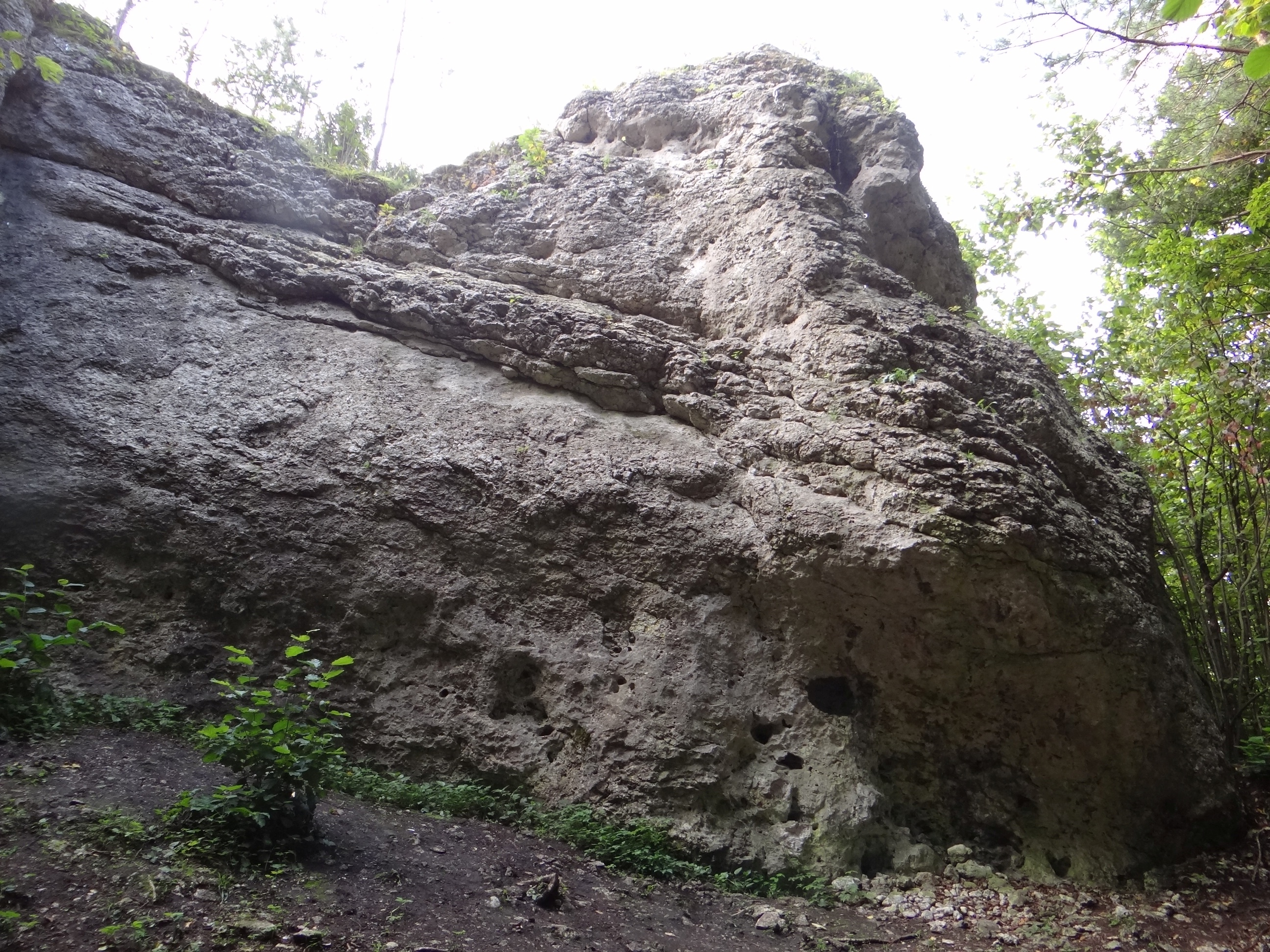

1. Początek wielkiego muru; V+, 2r+st,
2. Niebieskie getry; VI+, 2r + st
3. Tata Muminka; V, 3r + st
4. Muchozol paprobaby; VI.1+/2, 3r + st
5. Buka; VI.2/2+, 3r+st
6. Bolek i Lolek w Suliszowicach; VI.2+/6.3, 3r + st
7. Good luck; VI.3+, 3r + st
8. Migotek; VI.1+, 4r + st
9. Włóczykij; VI.3, 4r + st
10. Piguła Ce; VI.2+, 4r + st
11. Be raku solo free; VI+, 4r + st
12. Projekt Ogranicznik nad Wisłą; VI, 4r + st
13. Rów Muminka; V, 3r + st
14. Mumin; VI, 3r + st
15. Cichociemny; IV+, 3r + st
16. Szare Szeregi; V+, 3r + st
17. Uwolniony filar; VI, 3r + st
18. Paszczak; VI+, 3r + st
19. Ryjek; IV+, 3r + st
20. Odkryta; IV, 3r + st[1].

Przy tej samej linii wysokiego napięcia i po tej samej stronie, nieco na południe znajduje się druga skała wspinaczkowa – Skała pod Prądem, a około 50 m dalej na północ i nieco głębiej w lesie skała Alf.